# Alszeile

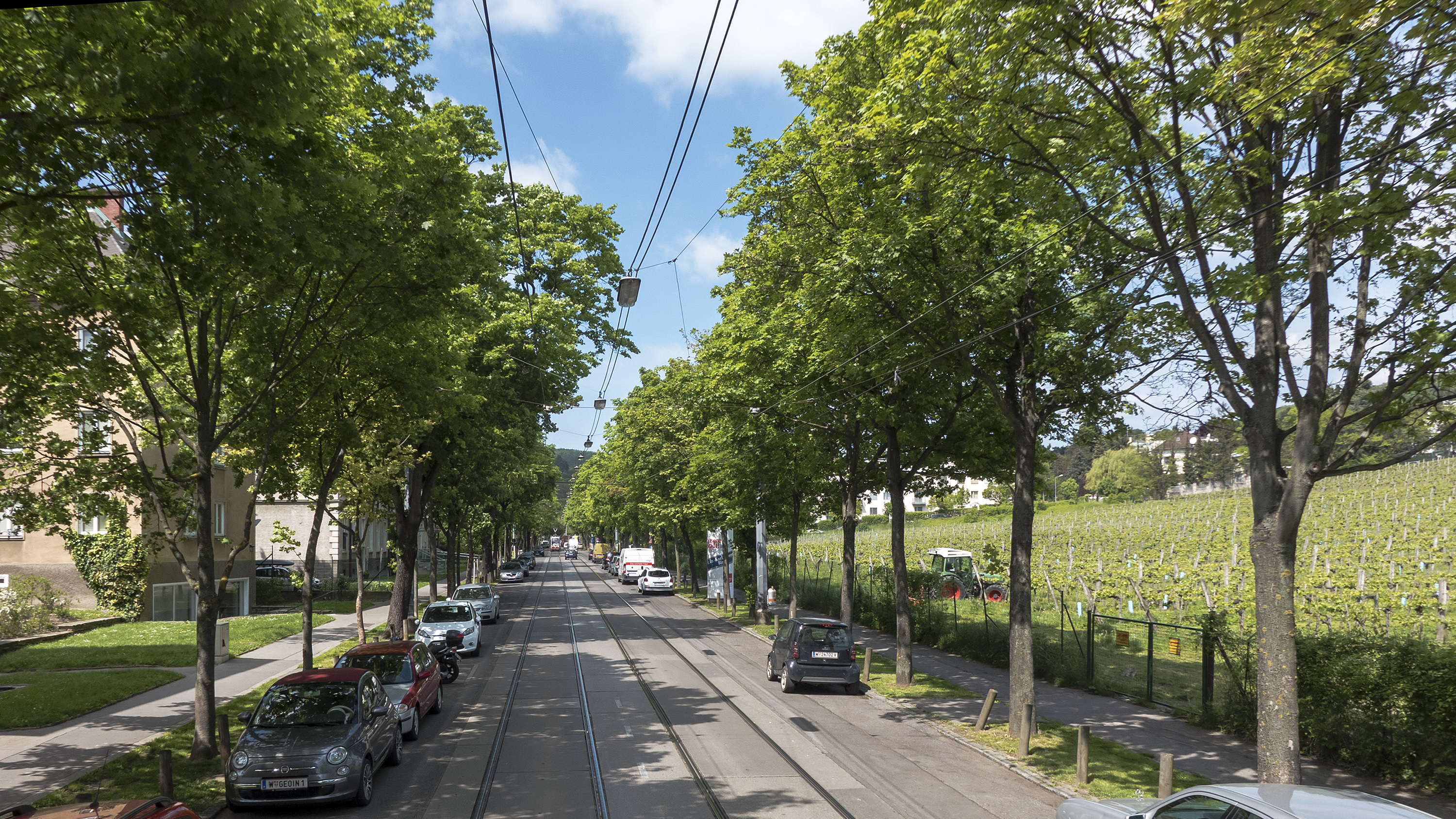
Die Alszeile in Richtung Westen

Die Alszeile ist ein fast 2 Kilometer langer Verkehrskörper in Wien-Dornbach, der durch die in diesem Bereich 1894/5 durchgeführte Einwölbung des Alsbachs ermöglicht wurde. Die Benennung der am Fuße des Schafbergs gelegenen Alszeile erfolgte 1897, auf eine Häuserzeile am Alsbach Bezug nehmend.
Nach der Hernalser Hauptstraße ist die im östlichen Bereich (Dornbacher Friedhof, Hernalser Friedhof, Wiener Sportclub-Platz, Pensionistenwohnhaus Alszeile, Bruno-Kreisky-Hof) verkehrsberuhigte Alszeile die längste Straße im Bezirk. Im westlichen Teil (Weingärten des Stifts St. Peter am Südhang des Schafbergs, Gemeindebauten Vollbadgasse 5 und Alszeile 118 in Zeilenbauweise der frühen Nachkriegszeit), ab Vollbadgasse, übernimmt die Alszeile den Durchzugsverkehr von der Dornbacher Straße (Straßenbahn 43).
Im Josef-Kaderka-Park wurde 2011 ein Gemeinschaftsgarten mit 150 m² Anbaufläche eröffnet, im Bereich vor den Friedhöfen 2013 ein "Aktiv-Park" für Senioren. Besonders der östliche Teil der Alszeile ist ob seiner Verkehrsarmut und Begrünung bei Radfahrern und Joggern beliebt. Vor dem Dornbacher Friedhof befindet sich auch eine bei Hundebesitzern beliebte Hundezone.

## Bauwerke und Denkmäler

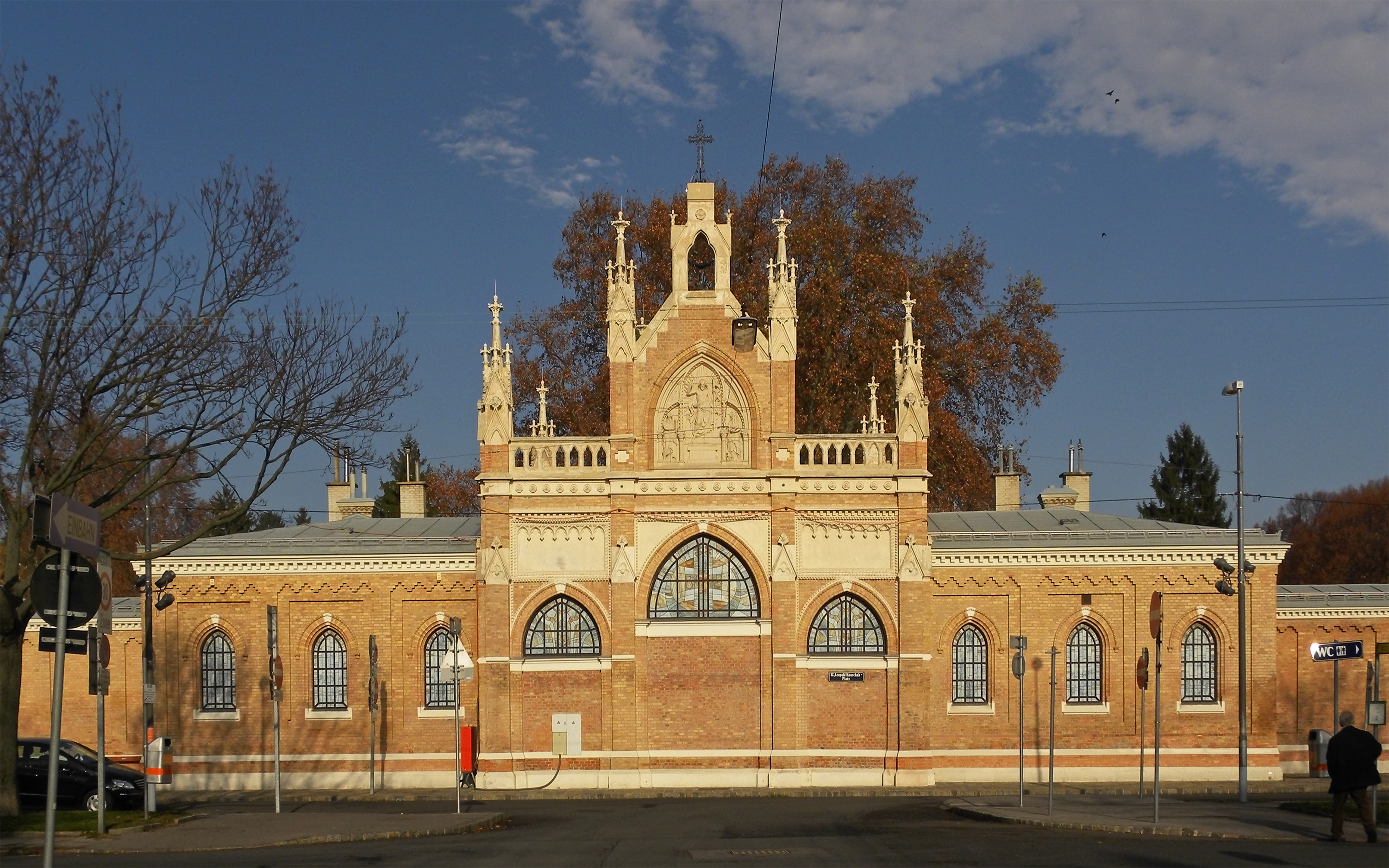
Der Hernalser Friedhof am östlichen Ende der Alszeile (Leopold-Kunschak-Platz).
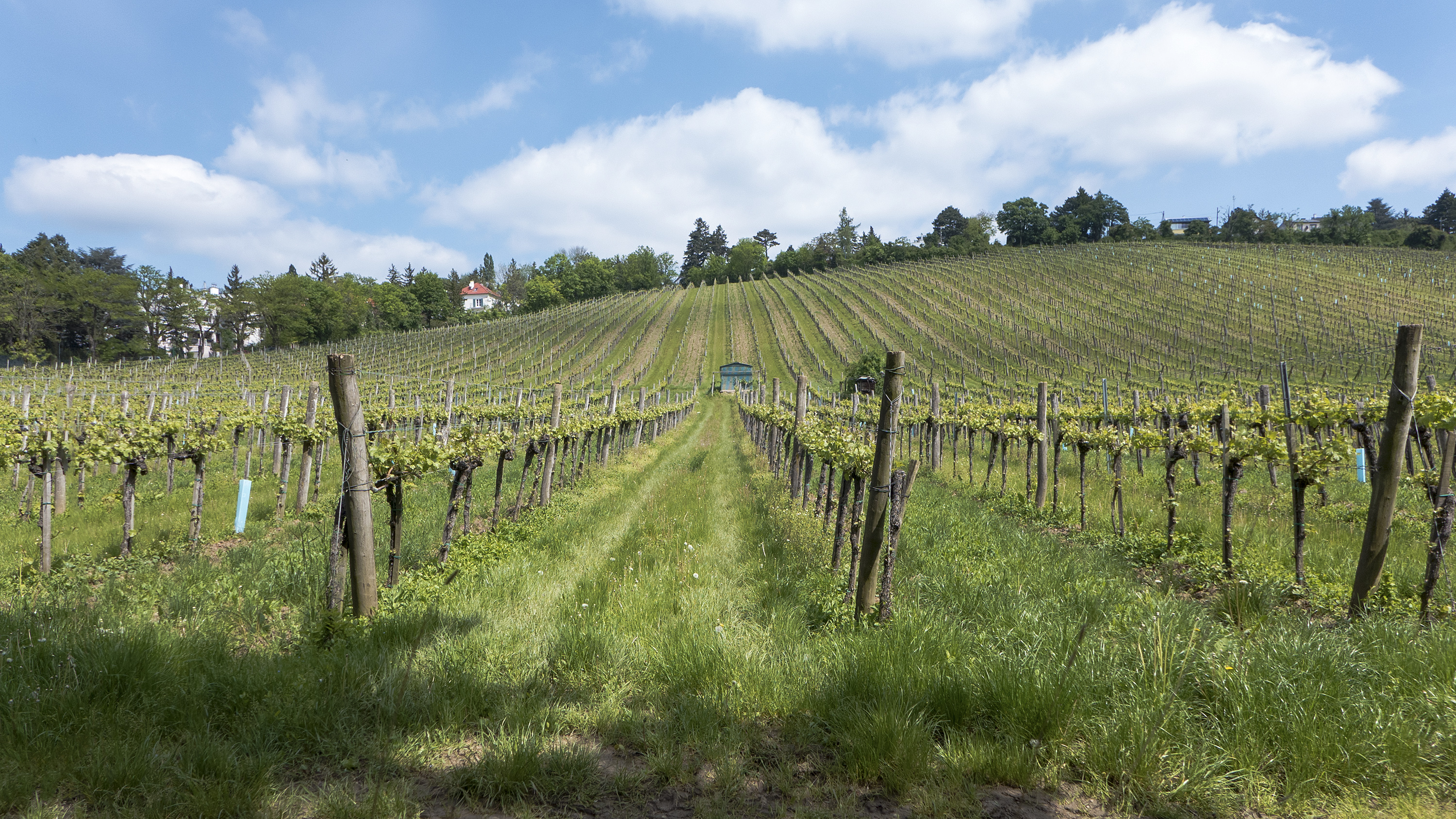
Weingärten an der Alszeile.
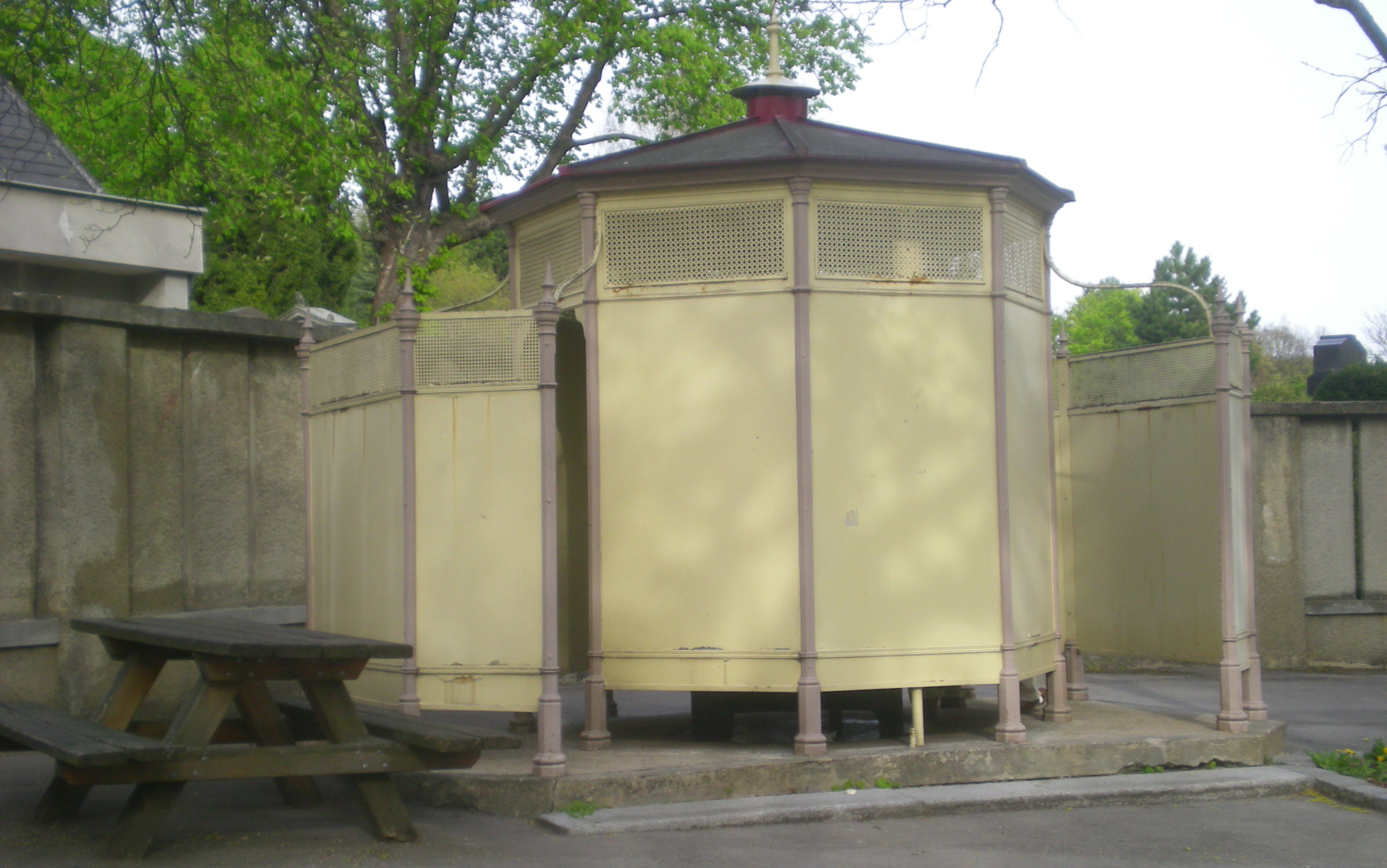
Historische Bedürfnisanstalt vor dem Dornbacher Friedhof.
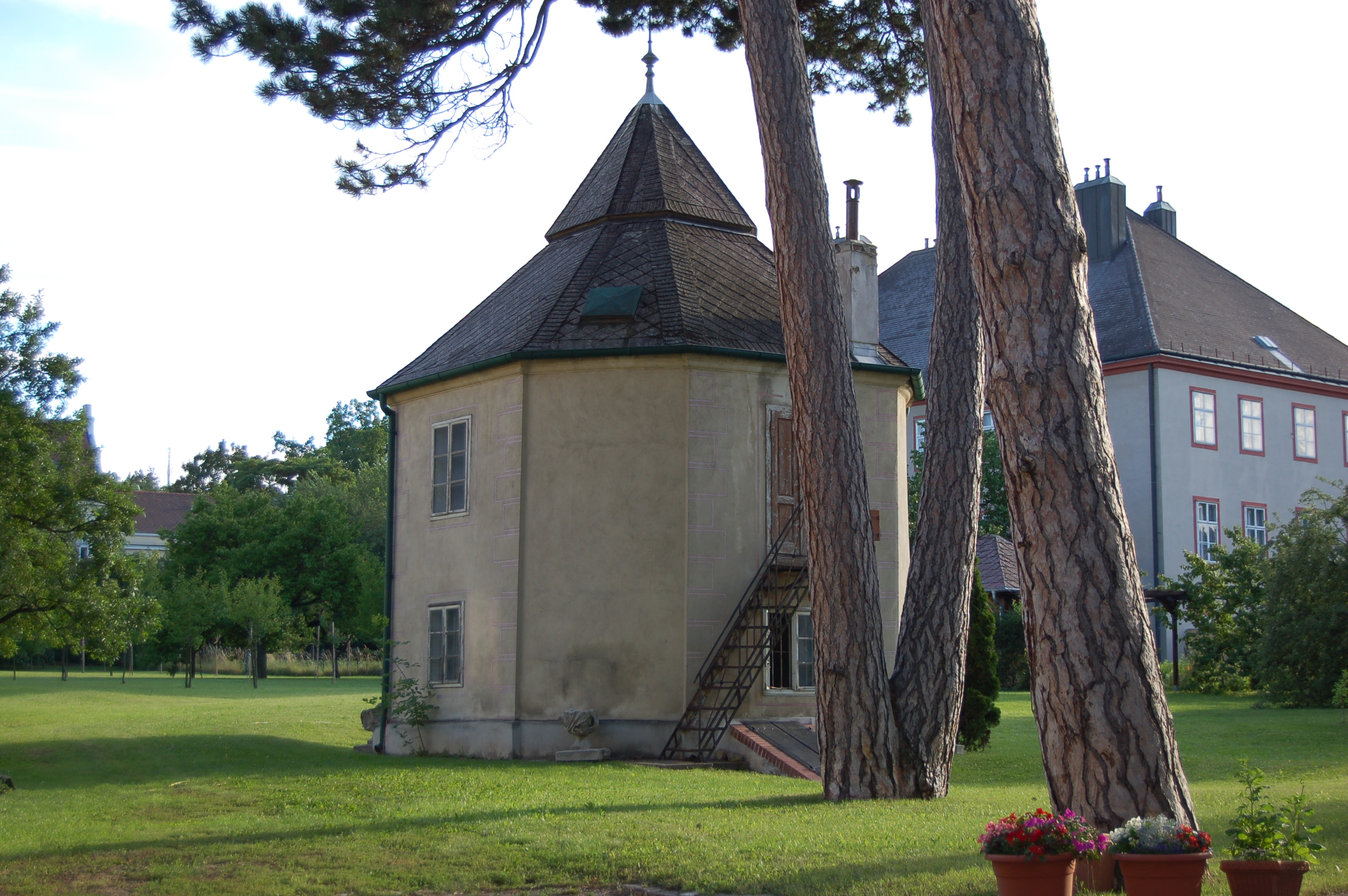
Barocker Gartenpavillon hinter dem Dornbacher Pfarrhof.
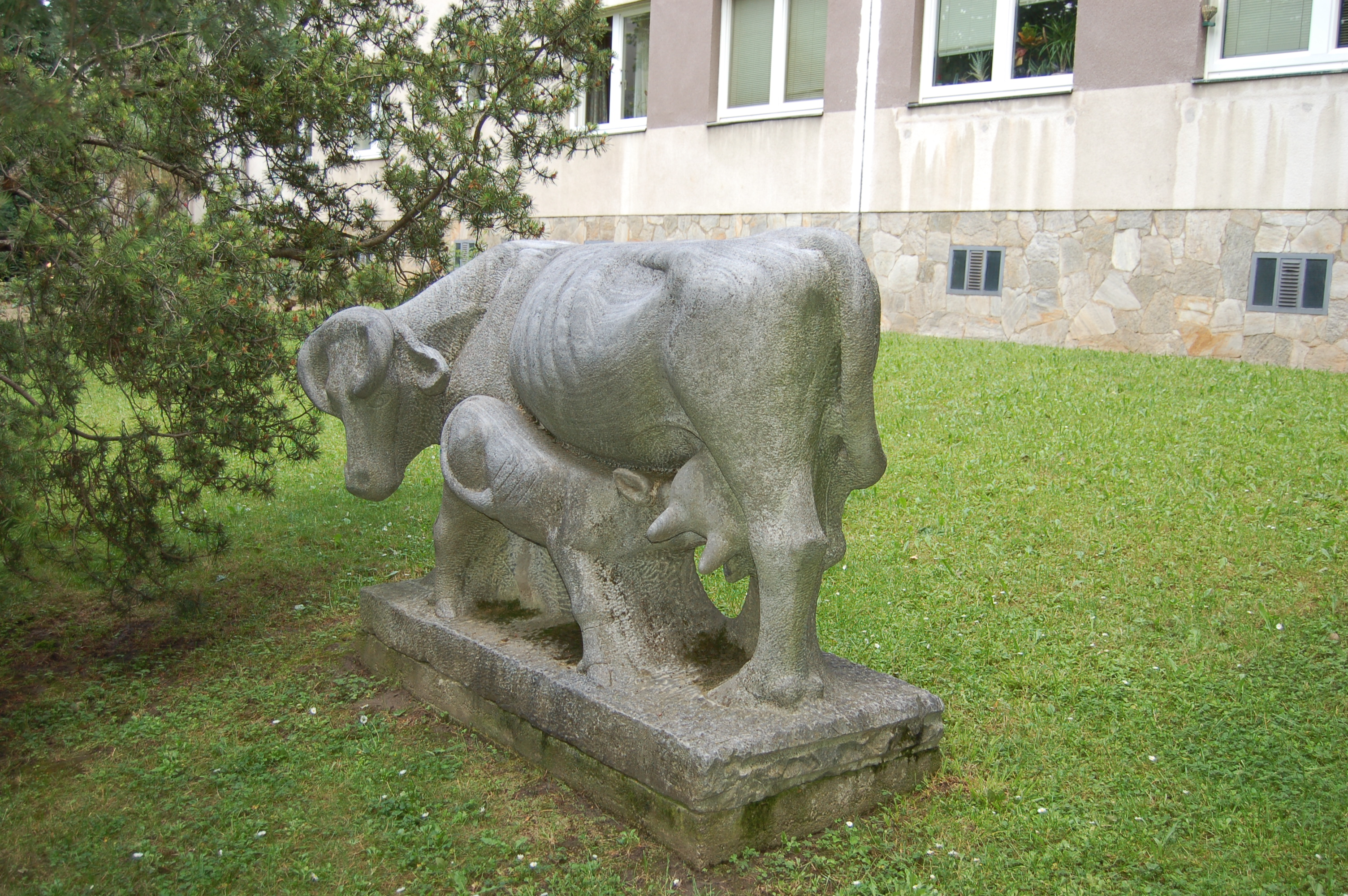
Denkmalgeschützte Natursteinplastik "Kuh und Kalb" (1964) von Alfred Kurz, Alszeile 118.
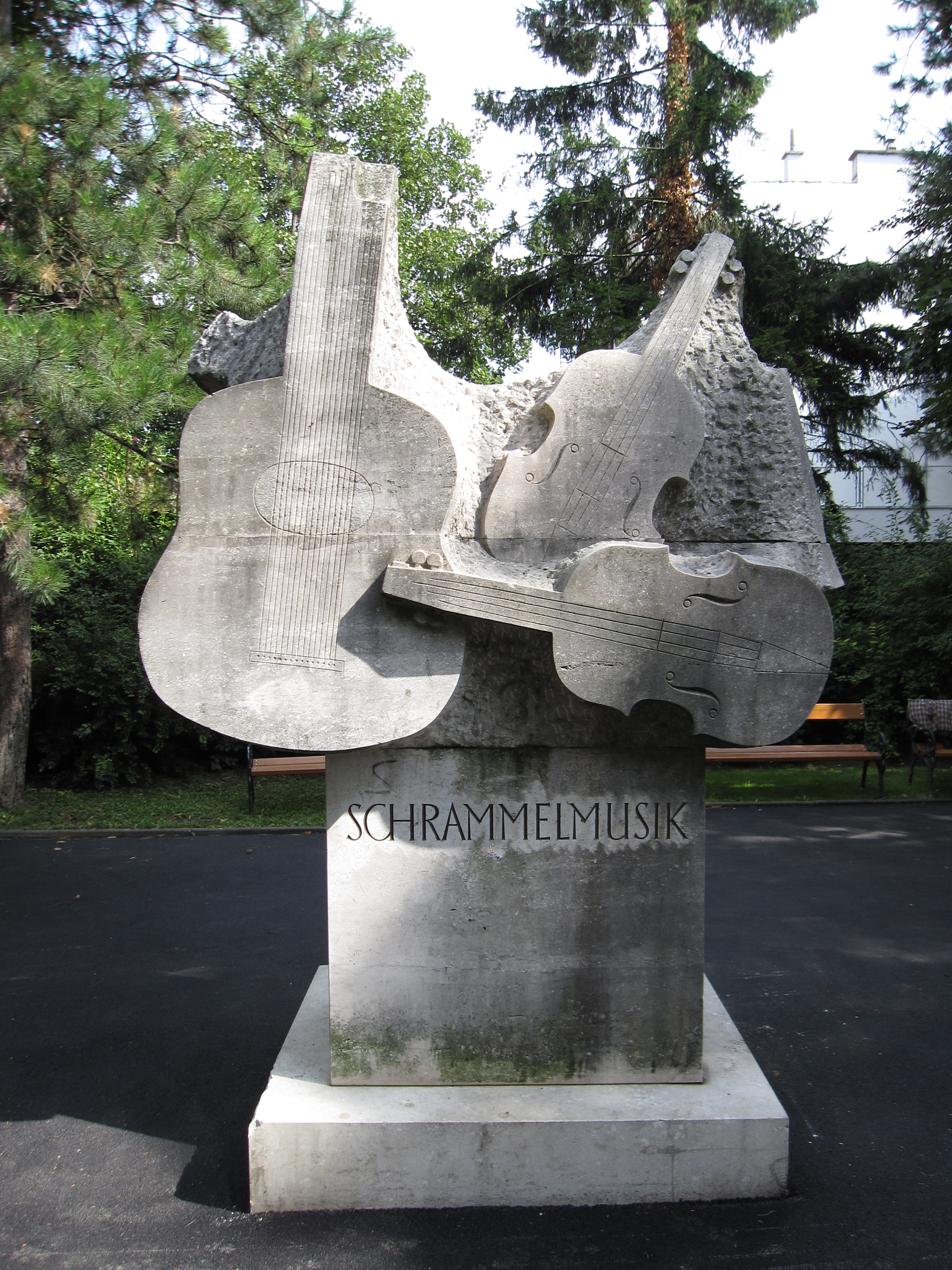
Schrammel-Denkmal von Eduard Robitschko (1967), Ecke Dornbacher Straße.
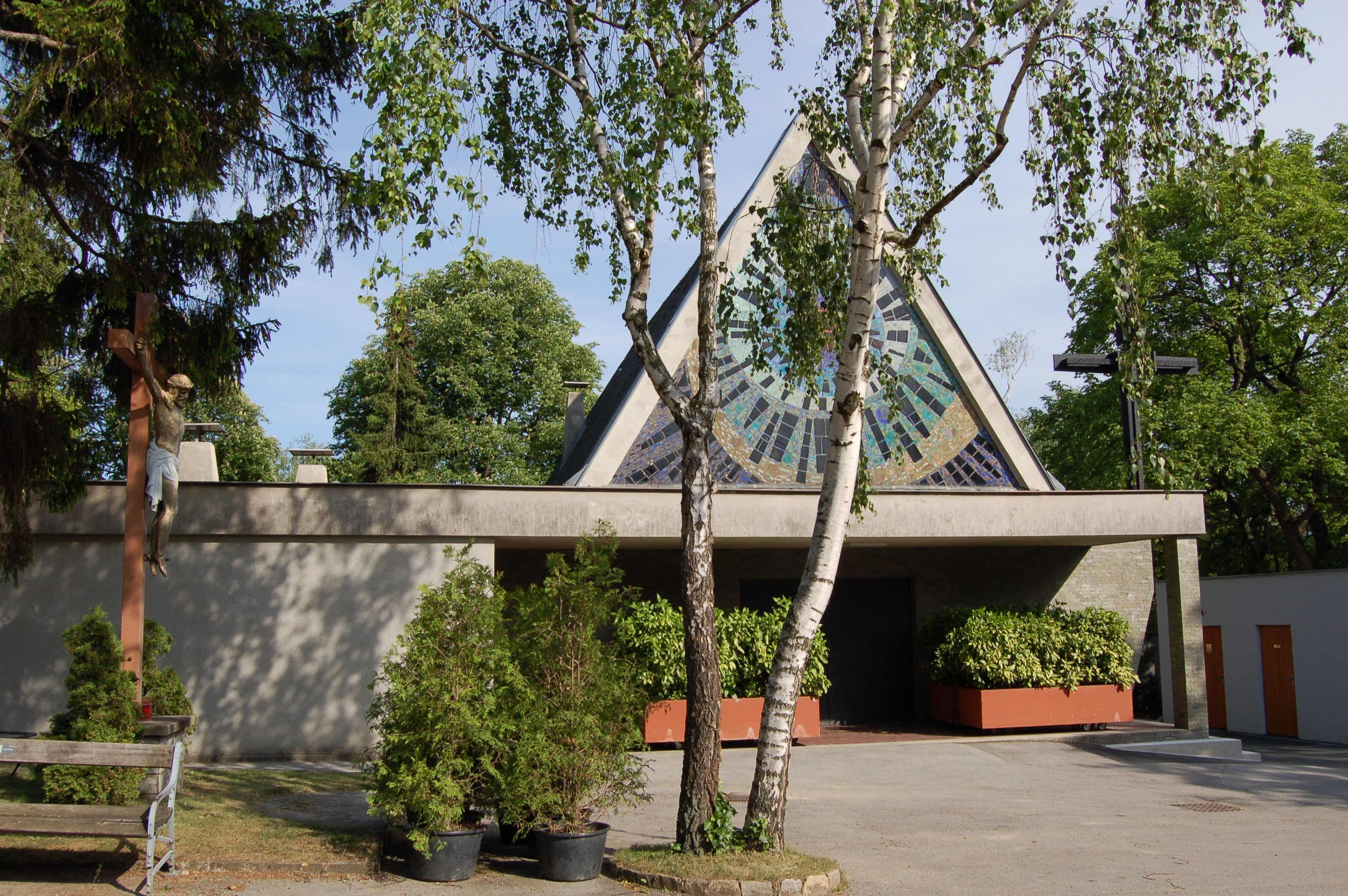
Aufbahrungshalle des Dornbacher Friedhofs.
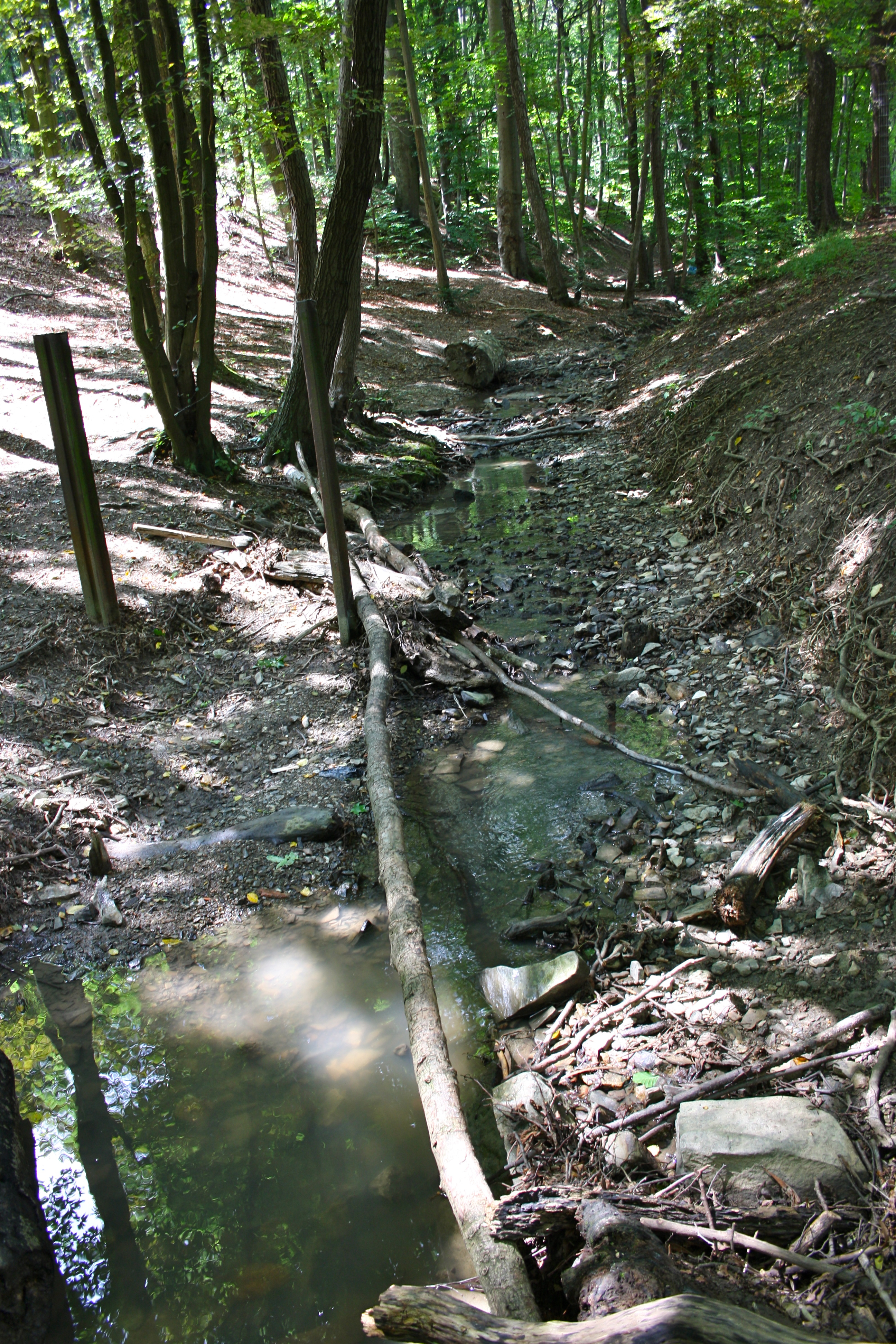
Oberlauf der Als im Schwarzenbergpark.

## Galerie

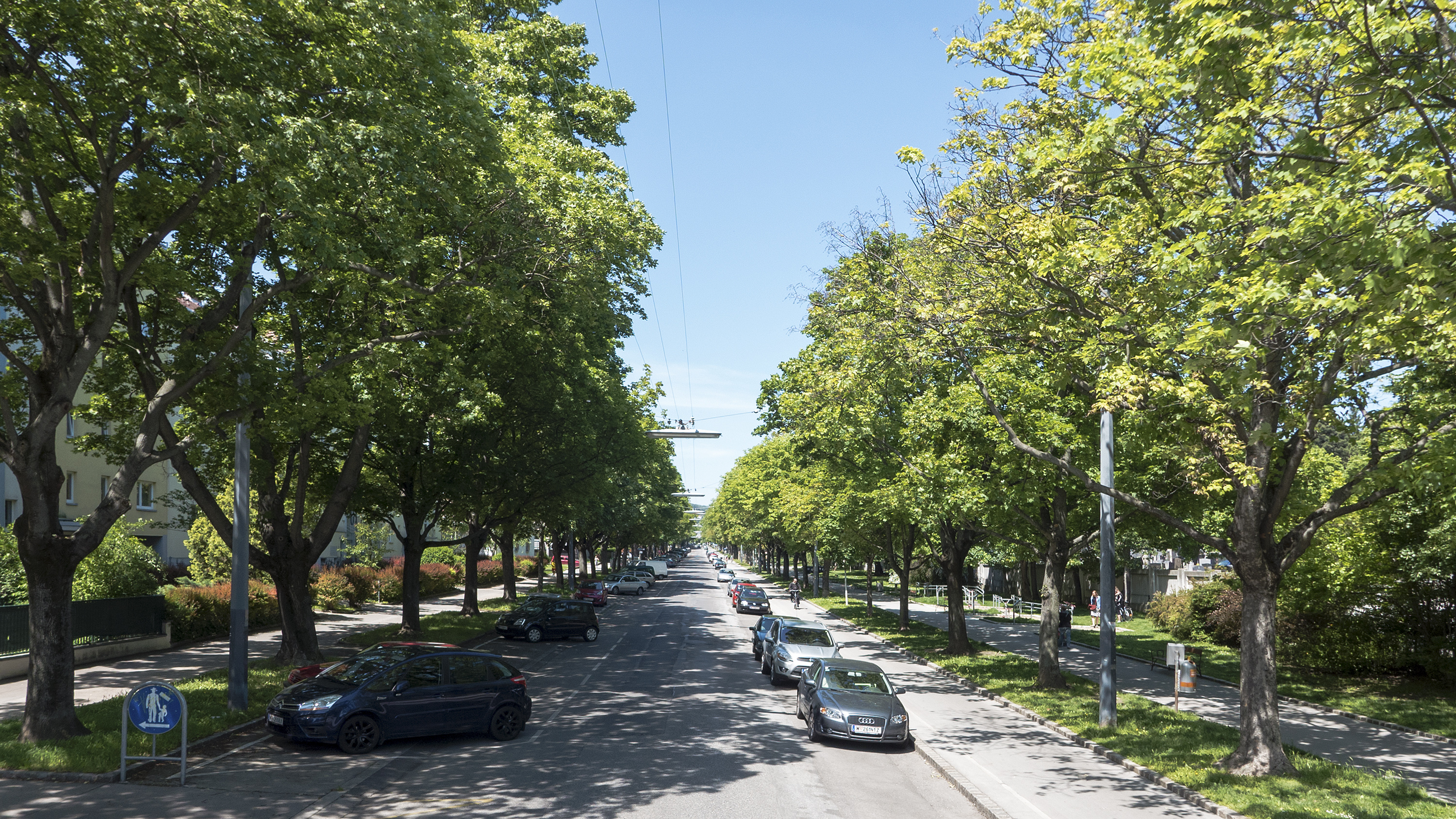
Der Beginn der Alszeile nach dem Kunschak-Platz
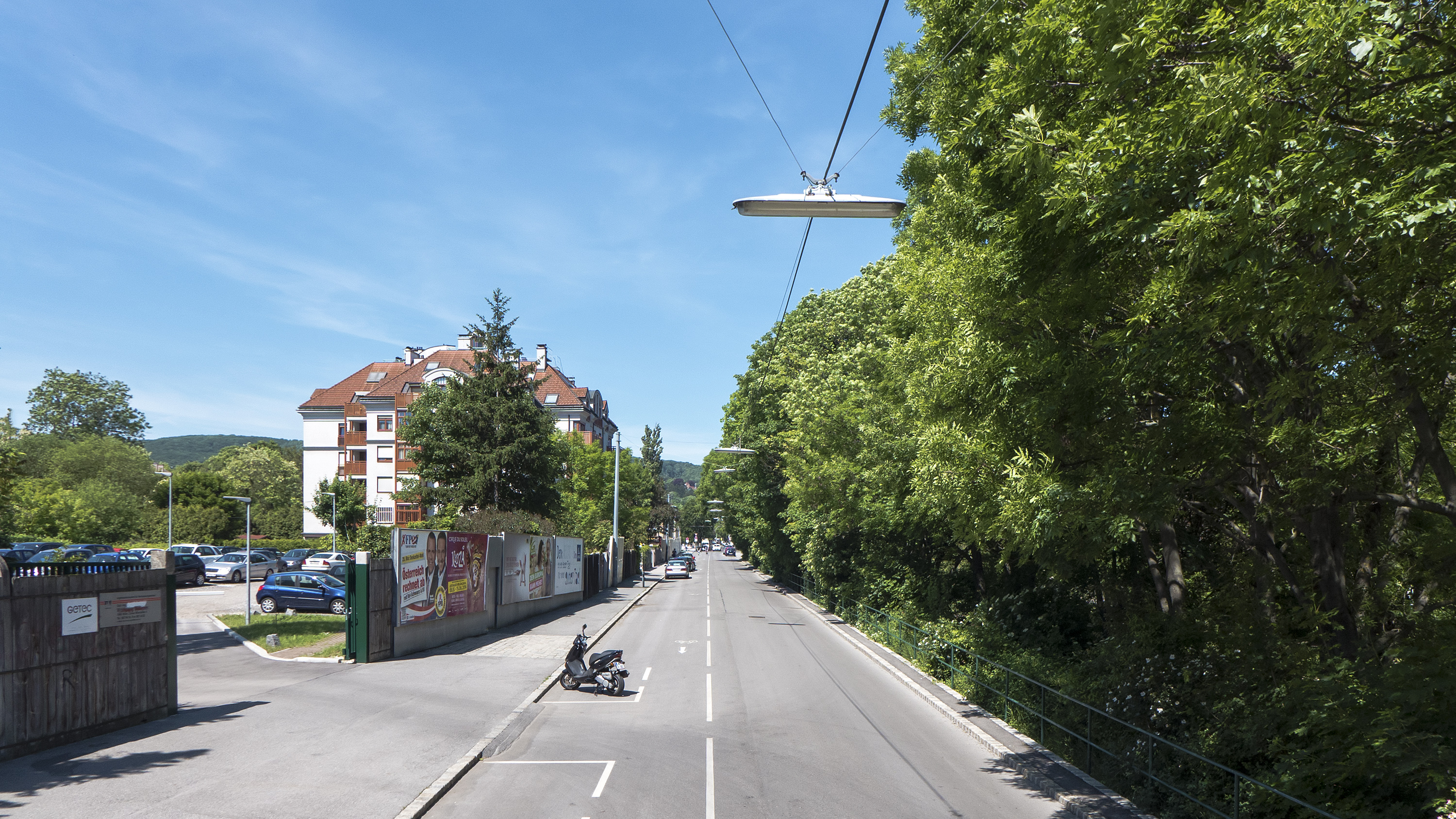
Bei Nr. 85
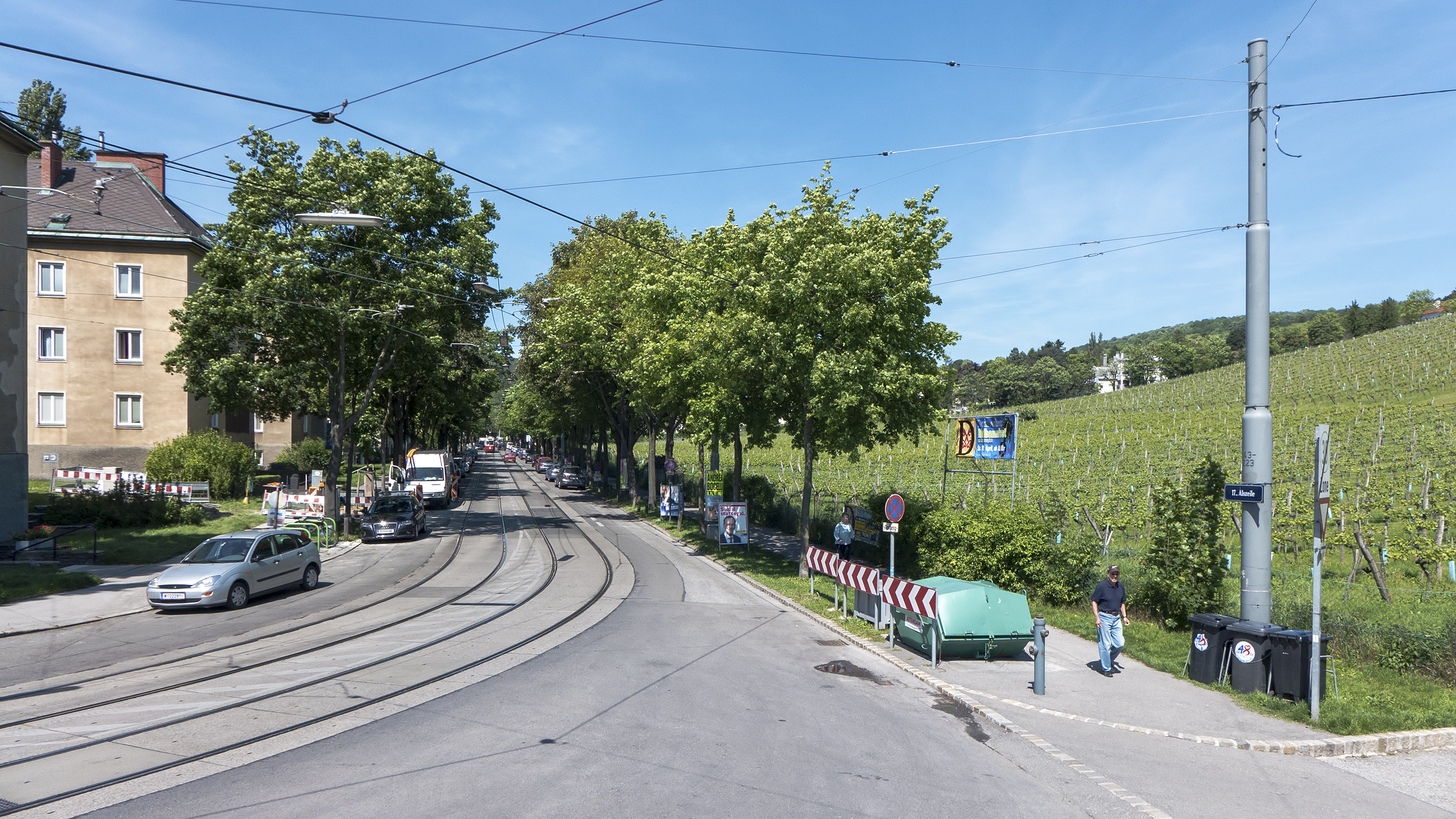
Bei der Vollbadgasse, rechts der Weinberg
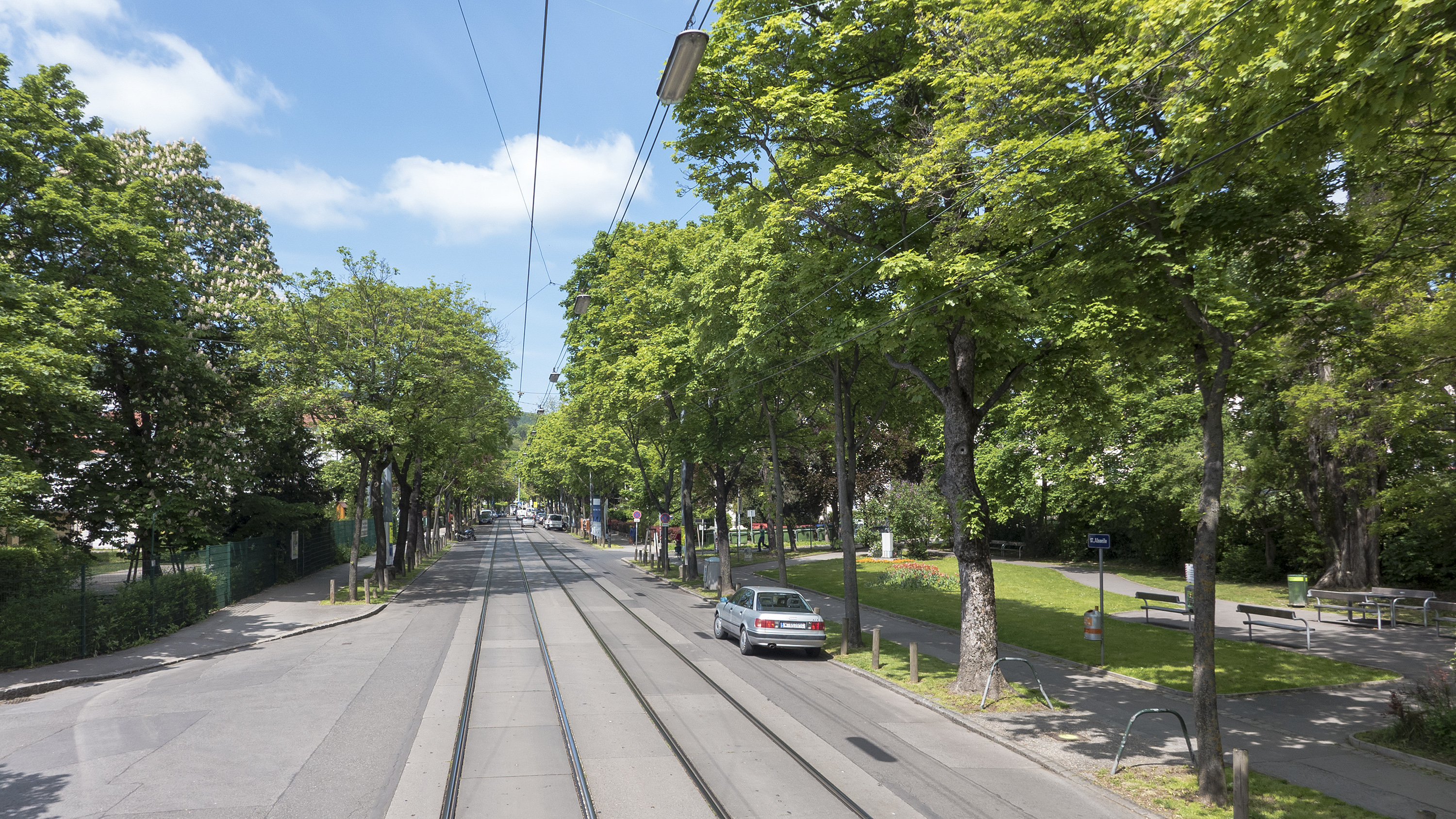
Bei Nr. 105, rechts der Alexander-Lernet-Holenia-Park
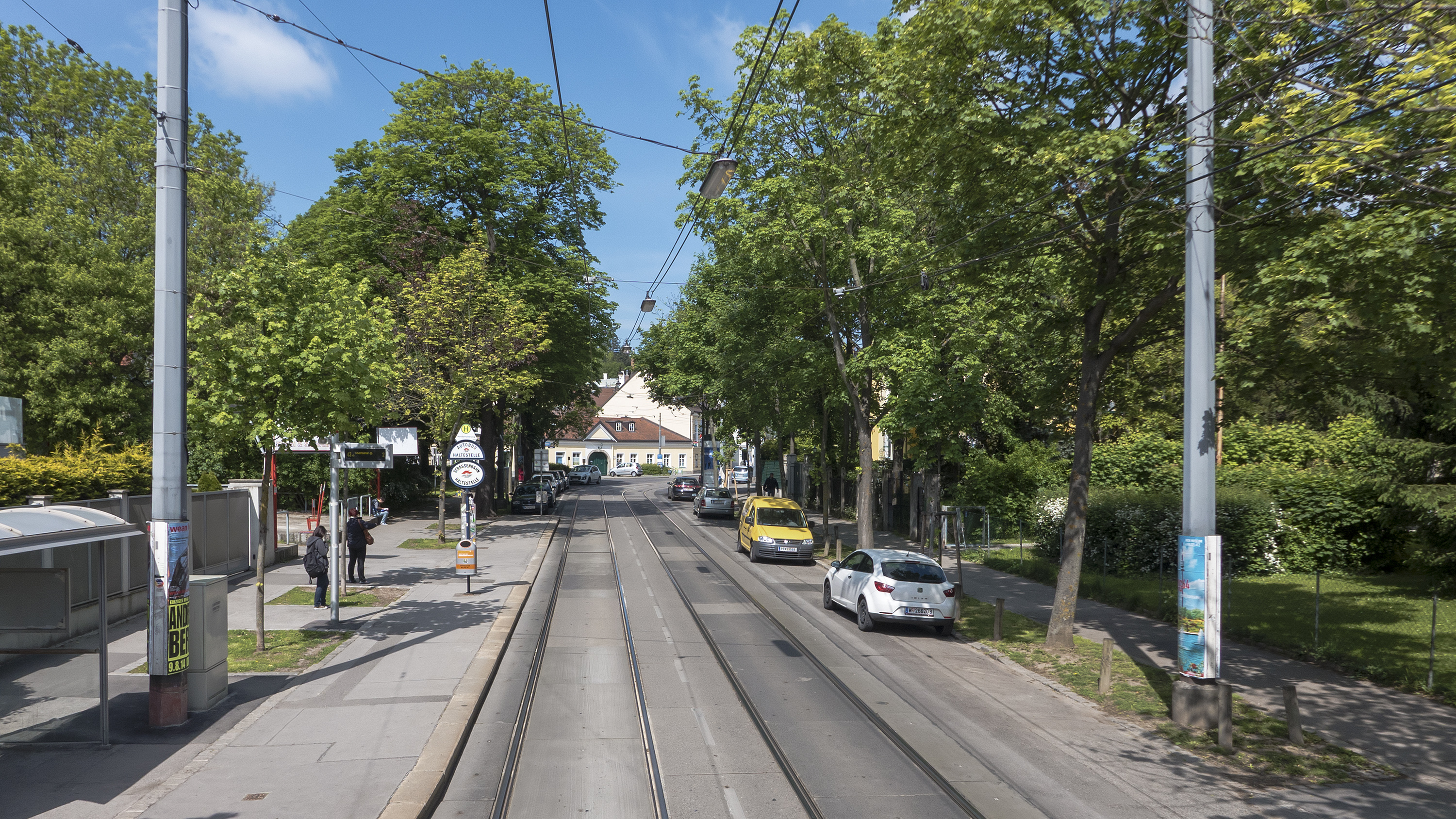
Das Ende der Straße, hinten die Dornbacher Straße